# Уфаведение
Уфаведение — раздел краеведения, изучающий историю, культуру и развитие города Уфы.

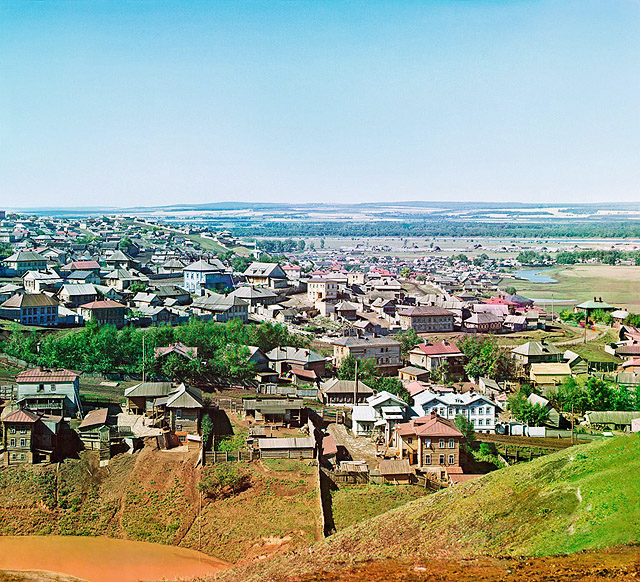
Уфа. Фотография С. М. Прокудина-Горского, 1910 г.

Среди известных уфаведов — Юрий Узиков, Гюльнара Обыдённова, Сергей Синенко, Вадим Марушин, Георгий и Зинаида Гудковы, Светлана Семенова. 

## История
Первые материалы по истории города Уфы были собраны в Академических экспедициях 1768—1774 годах. История города была впервые описана чиновником Оренбургского губернского правления В. А. Ребелинским в начале XIX века в «Кратком описании губернского города Уфы с начала его построения до сего 1806 года». Интерес к уфаведению возрос с созданием в городе в 19 веке Уфимского губернского краеведческого музея. Первые цветные фотографии Уфы были сделаны в 1910 году Прокудиным-Горским.
Свой вклад в Уфаведение внесли учёные-краеведы:
- А. А. Зирах — коллекционер старых фотографий города;
- В. С. Юматов — изучал вопросы времени основания Уфы;
- Г. Ф. Гудков, З. И. Гудкова, В. Г. Прокшин, Ю. А. Узиков — изучали местность, на которой расположена Уфа, её села, живших на людей, их занятия и образ жизни;
- А. А. Кулагина, В. А. Скачилов — описали историю здравоохранения Уфы;
- В. С. Горбунов, З. Ш. Латыпов, В. А. Лузин — коллекционеры уфимских открыток и фотографий;
- Н. Н. Барсов, Е. И. Никуличева, С. Ю. Семенова, Ф. Д. Ахмерова, В. Н. Буравцов, Ю. В. Ергин, К. К. Каримов, В. Н. Макарова, И. В. Нигматуллина, С. Г. Синенко, А. Л. Чечуха — изучали все, что касается Уфы;
- Г. А. Бельская, С. С. Саитов — описали развитие театрального искусства в городе.

В Уфе в 1927 году было создано Башкирское областное бюро краеведения (А.Т. Гисматуллин, Ш.Х. Сюнчелей, Л.П. Штейфельд , А.К. Носков, З.Ш. Шакиров, К.П. Краузе, Ю.Л. Макаров и др.),1970-90-х гг. активно работало Республиканское общество краеведов (В. А. Скачилов, М. Г. Рахимкулов, Г. и З. Гудковы, В. А. Воеводина, В.С. Горбунов, В. В. Латыпова и др.), работа со школами (В. А. Воеводина); в 1973-1990 краеведческая работа в музее школы №11 (Е. И. Никуличева); с 1992 года работает Уфимское отделение Шаляпинского центра (Г. А. Бельская, Е.П. Замрий); с 1984 г. – сбор краеведческого материала в Производственной группе по охране памятников, в 1991  переименована в НПЦ (Н. И.Курбатова, П. Егоров); с 1993 г. в Епархиальном церковно-краеведческом музее (Н.П. Зимина); с 1919 г. - в отделе истории края в Башкирском республиканском краеведческом музее, в 1993 г. переименован в Национальный музей РБ (Э. Л. Чижик, А. А. Блау. Э. Д. Трегулова, В. Н. Макарова, М. И. Роднов, А. Егоров и др.); 1991-1999 - в Музее истории Уфы - филиал Национального музея РБ  (Л. Шумилова, Н.И. Фартыгина,С. Ю. Семенова, И. М. Гвоздикова); 1992-1999 работал клуб  "Друзья музея" сначала при Национальном музее РБ, с 1995 г. - в  Музее истории Уфы (Семенова С. Ю.) собирал сведения об уфимских родах, часть собранных материалов вошла в сборник статей Г. Иксановой; клуб "Друзья музея" переименован в 1999 г. в Общество краеведов РБ, Общество краеведов им. Ф. Ахмеровой, центр «Уфаведение» и факультативная учебная дисциплина «Литературное Уфаведение» в Башкирском государственном педагогическом университете, введенная Башкирском педуниверситете им. М.Акмуллы. Институт исторического и правового образования при БГПУ разработал программу для среднего образования «Уфаведение». Предлагалась ввести учебную дисциплину «уфаведение» в школьную программу Уфы.

## Разделы
Топонимика и Микротопонимика

Многие улицы Уфы названы именами писателей (Пушкина, Гоголя, Чернышевского, Гафури), поэтов (Мустая Карима, Салавата Юлаева), башкирских государственных деятелей (Заки Валиди), деятелей искусства (Р. Нуреева) и др. Шакшинское шоссе названо по названию посёлка Шакша, включенного в состав города.
История Уфы и Уфимского района (Уфимской агломерации)

Ленин в Уфе (Уфимская Лениниана)

Одна из важнейших в советское время тематика уфимского краеведения. Наиболее значимым исследователем темы стал сотрудник ИИЯЛ Юрий Узиков, удостоенный за научную работу премии имени Салавата Юлаева.
Уфа в филателии
Многие здания города, его памятники, улицы, парки и скверы, сооружения запечатлены на российских знаках почтовой оплаты. Их очень много. Только художественных маркированных конвертов с 1957 года издано около сотни. По изображениям можно наблюдать, как менялись отдельные здания УФы. К примеру, Башкирский академический театр драмы имени Мажита Гафури.